# 西鉄200形電車 (軌道)
西鉄200形電車（にしてつ200がたでんしゃ）は、かつて西日本鉄道が所有していた路面電車路線（軌道線）向けに製造された電車。当初は大牟田市内線用に製造されたが、需要の影響や路線廃止を受けて各地の路面電車路線で使用され、最終的に全車とも福岡市内線に集結した。

## 概要
西鉄大牟田市内線は、1927年12月に大牟田電気軌道によって開業し、九州鉄道への合併を経て1942年以降は西日本鉄道（西鉄）が所有する路線となった路面電車である。開業以来同線には小型の2軸車が使用されていたが、大部分の区間が単線だった事も重なり戦時体制下で急増する需要に追い付かず、西鉄に統合された時点で輸送力は限界に達していた。そこで西鉄は、当面の対策として2軸車の機器を流用した大型車体のボギー車を製造する事を決定し、木南車輌に発注した。これが、後に200形と呼ばれる事となる車両である。
半鋼製の両運転台車体を有し、製造当初は車体前後に加え中央部にも乗降扉が設置されていた。枕ばね、軸ばね共にコイルばねを使用したバーフレーム台車も木南車輌製で、車輪径が760 mmと大きかった事や主電動機（出力26.1 kw）を2軸車から転用した事から車両は高床式となり、乗降扉のステップ付近から台車中央部にかけて床に傾斜が存在した。

## 運用

### 福岡市内線再集結まで
前述の通り、大牟田市内線の輸送力増強用として1943年から1944年にかけて13両が製造されたこれらのボギー車であったが、当時同じく西鉄が所有していた路面電車路線の福岡市内線も在籍する2軸車だけでは需要に追い付けない状態となっており、9両については福岡市内線に配置がなされ、大牟田市内線に導入された車両は4両に留まった。これらの車両には当初1桁の番号が与えられており、両線にとって初のボギー車となった。
終戦後、福岡市内線向けのボギー車である501形・551形の導入が開始された事に伴い、1948年に同線で使用されていた4両が大牟田市内線に転属し、残りの5両についても路面電車路線の福島線に初のボギー車として転属し2軸車を置き換えた。また同時期に車両番号も200番台（大牟田市内線：201 - 208、福島線：209 - 213）に改められた。そして、1952年1月をもって大牟田市内線が全線休止（事実上の廃止）となった事に伴い、同線に残っていた8両も福島線へと転属した。同線では集電装置としてポールを改造したビューゲルを搭載し、性能についても主電動機の新造品への交換、歯車比の変更により向上した。
そして、1958年11月に福島線も廃止となった事で、200形は福岡市内線の木造ボギー車（100形）置き換え用として再度福岡市内線へと転属した。

### 福岡市内線での運用、その後
1959年以降再度福岡市内線で運用される事となった200形は、集電装置のパンタグラフへの交換や中央部の乗降扉の撤去および窓の増設など、他車と仕様を合わせる改造が実施された。また1962年以降は内装の更新工事を受け、照明も白熱灯から蛍光灯へと改められた。更に1968年から1969年にかけてワンマン運転への対応工事が全車に対して行われ、前面の通風孔やワイパーの、側面の方向幕・スピーカー、車内の案内装置の設置など各種改造が実施された。
しかし、利用客減少により福岡市内線は1975年10月に実施した第1次廃止から段階的に路線を廃止していく事となり、200形についても第1次廃車に合わせて全車廃車され形式消滅した。
引退後は一部の車両が保存され、そのうち204は山口県光市に譲渡され光市立図書館に設置された。当初は閲覧室として利用されていたものの老朽化により利用終了となり、以降は現地で静態保存され続けていたが、解体も検討されるほどに老朽化が進行していた。その事態を受け、残存する唯一の大牟田市内線車両である204を里帰りさせるべく結成された「204の会」によって2011年に引き取られ、大牟田市内のうどん店の敷地内へ移設された。以降は製造当初の濃淡青色への塗装復元を伴う修復が実施され、2012年からは不定期で車内公開も行われた。その後、大牟田駅西口の賑わいづくりの一環として移転される事となり、西鉄筑紫工場で再整備や戦後塗装への再変更を受け、2019年からは同駅西口広場で保存されている。なお大牟田駅西口広場での保存開始以後、上屋が設置され、また車内がカフェに改装されている。
また、1985年の時点では201も香椎花園で保存されていたが、現存しない。

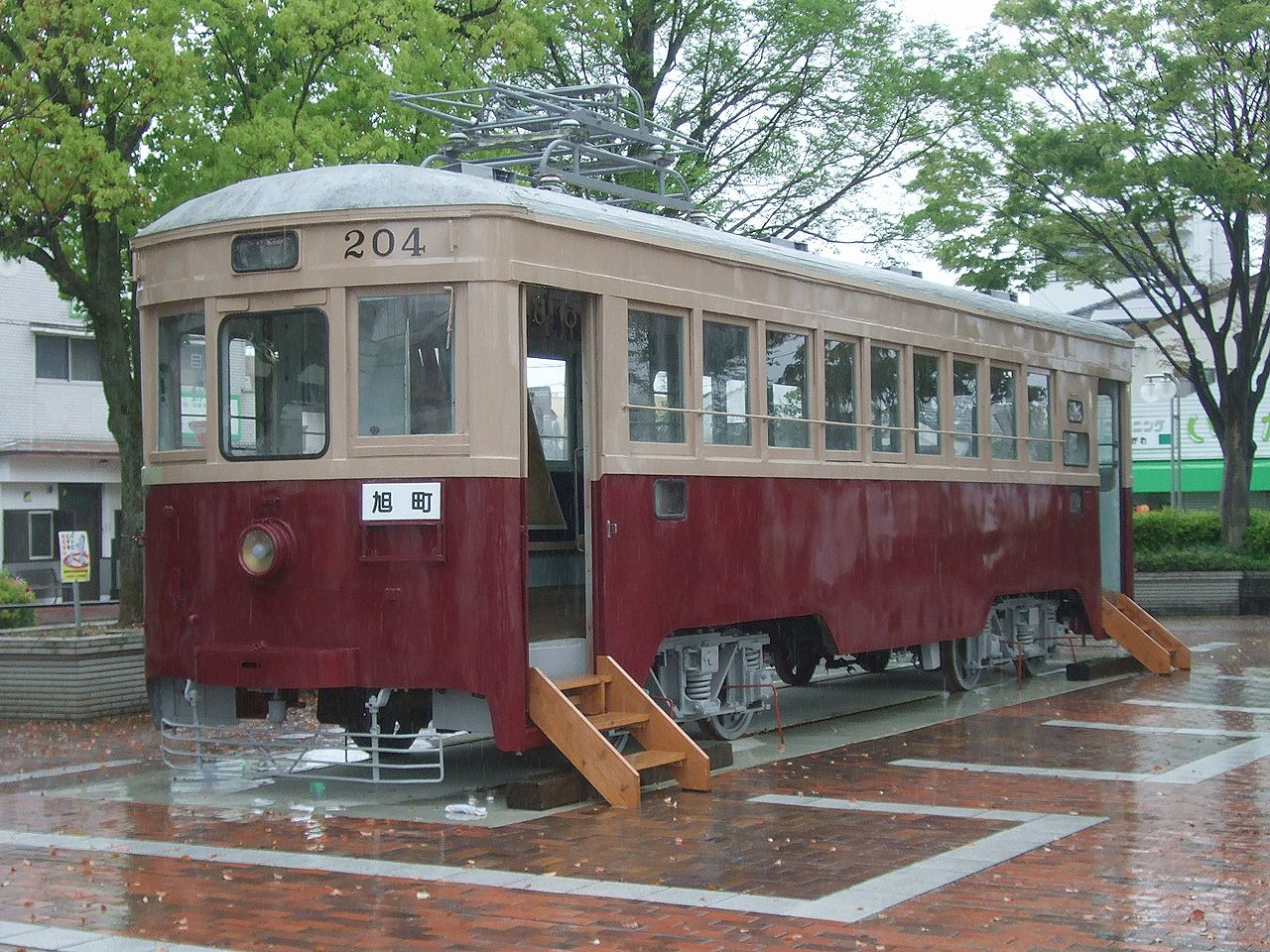
反対側正面部（行先のプレートが「旭町」となっている （2019年撮影）
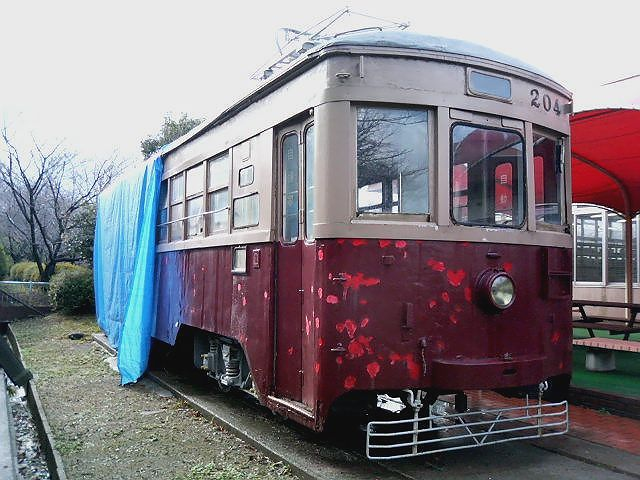
光市立図書館に保存されていた頃の204（2006年撮影）
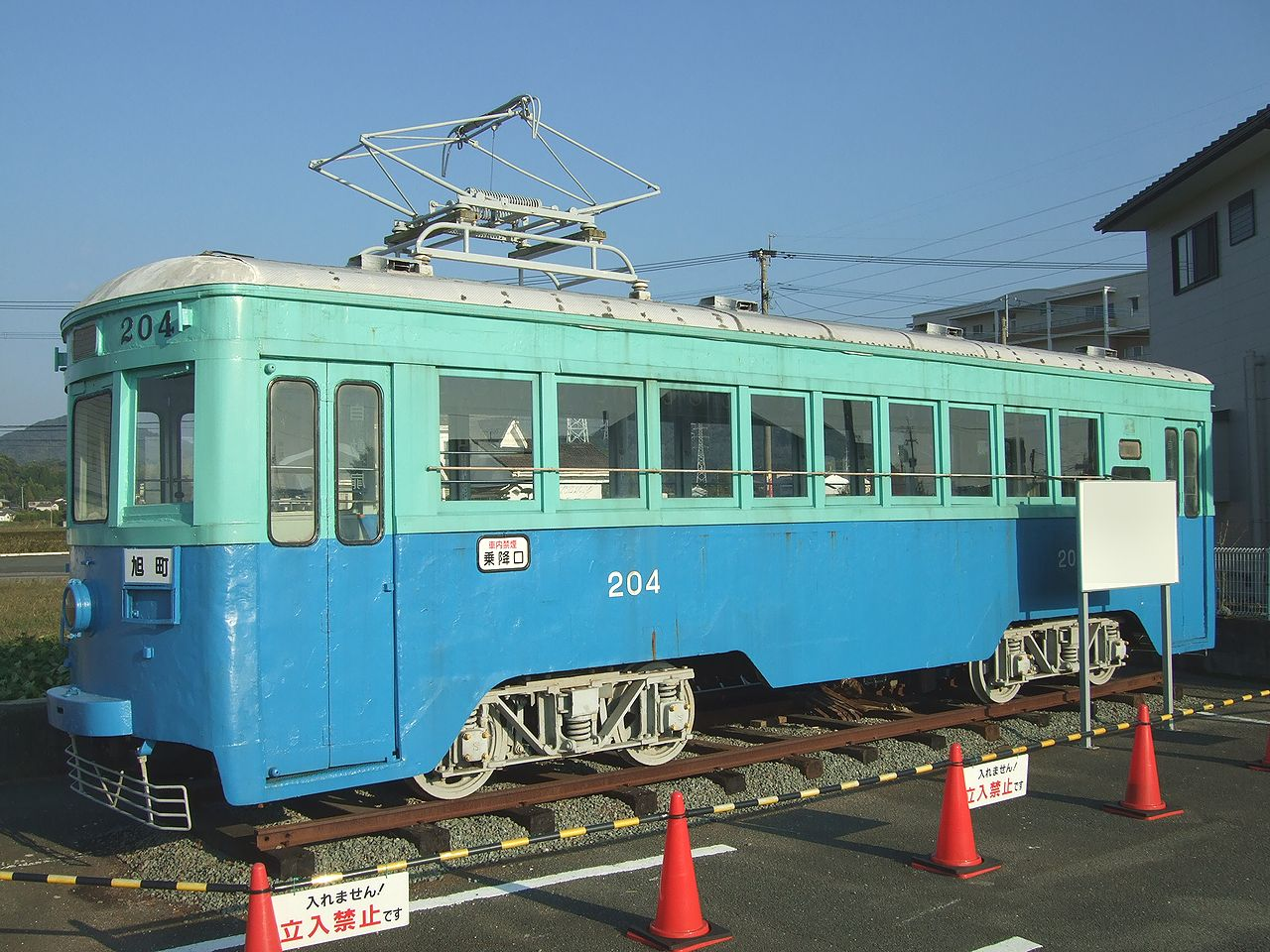
大牟田市のうどん店に保存されていた頃の204（2012年撮影）

## 参考資料
- 朝日新聞社「日本の路面電車車両諸元表」『世界の鉄道 昭和48年版』1973年10月14日、170-181頁。

- 山本魚睡、松本克広『西鉄』保育社〈日本の私鉄 16〉、1982年6月5日。ISBN 4-586-50571-0。

- 飯島巌、谷口良忠、荒川好夫『西日本鉄道』保育社〈私鉄の車両 9〉、1985年10月25日。ISBN 4-586-53209-2。